# Auguste Portalis
Pour les autres membres de la famille, voir Famille Portalis.
Auguste Joseph Melchior Portalis, né le 18 mars 1801 à La Ciotat (Bouches-du-Rhône) décédé le 28 janvier 1855 à Plombières-lès-Dijon, (Côte-d'Or), est un magistrat et homme politique français du XIXe siècle.

## Biographie
Fils du baron Dominique Portalis des Luchets, chef de cabinet du ministre des Cultes sous Napoléon Ier, et de Victoire Portalis (sœur de Joseph Marie Portalis), Auguste Joseph Melchior Portalis est d'abord attaché comme rédacteur au ministère des Cultes.
Nommé, en 1823, substitut du procureur du roi près le tribunal de Meaux, il est destitué l'année suivante pour avoir soutenu la candidature de La Fayette.
Il entre alors au barreau, mérite en 1826 un prix de la « Société de la morale chrétienne » pour son Mémoire sur la liberté des cultes, et lorsque son cousin, M. Portalis est nommé garde des sceaux, il devient juge au tribunal de première instance de la Seine.
Après la révolution de juillet 1830 il est nommé vice-président du tribunal de la Seine, grâce à la protection de Dupont de l'Eure, et peu après, conseiller à la cour royale de Paris.
Le 5 juillet 1831, il est élu député du 2e collège du Var (Toulon), contre M. de Lamartine. Cette élection étant annulée, Portalis se représente devant ses électeurs, le 8 septembre suivant, et est réélu. Il prend place à l'extrême-gauche, signe le compte-rendu de l'opposition en 1832. Il échoue aux élections du 21 juin 1831 dans le 2e collège de Seine-et-Marne (Meaux), contre M. Harrouard.
Il rentre à nouveau à la Chambre des députés lors des élections du 4 novembre 1837 représentant toujours dans le 2e collège de Seine-et-Marne. Il est réélu le 2 mars 1839. Il continue de siéger à gauche et vote pour les fortifications de Paris, pour les Incompatibilités, pour l'adjonction des capacités, contre la dotation du duc de Nemours, contre le recensement.
Les élections du 9 juillet 1842 ne lui sont pas favorables : il n'obtint que 389 voix contre 424 à l'élu, M. Lebobe.
À la révolution de février 1848, le gouvernement provisoire l'appelle aux fonctions de procureur général près la cour de Paris : il est chargé en cette qualité de l'instruction judiciaire sur les événements du 15 mai, mais demandant à comprendre Louis Blanc dans les poursuites, il est désapprouvé par le ministre de la Justice, et contraint de donner sa démission le 6 juin.
Il est élu le 23 avril 1848 représentant de Seine-et-Marne à l'Assemblée constituante : le cinquième sur neuf. Vice-président de cette assemblée, il vote souvent avec la gauche, pour le bannissement de la famille d'Orléans, contre les poursuites contre Caussidière, contre l'abolition de la peine de mort, pour l'incompatibilité des fonctions, pour l'amendement Grévy, contre la sanction de la Constitution par le peuple, pour l'ensemble de la Constitution, contre la proposition Rateau, contre l'interdiction des clubs, contre l'expédition de Rome ; il combat la politique de l'Élysée.
Il échoue à se faire élire dans le même département lors de l'élection partielle du 6 juillet 1851, à l'Assemblée législative, en remplacement de M. Aubergé décédé, contre M. Pépin-Lehalleur (monarchiste), le général Imbert-de-Saint-Amand, M. Henry Greffülhe et M. Auguste Luchet. Il renonce dès lors à la vie politique.
Il meurt à Plombières-lès-Dijon le 28 janvier 1855 en sa demeure surnommée propriété Portalis et non à Plombières-les-Bains (Vosges) où il n'avait aucune attache. Cette confusion date du dictionnaire des parlementaires français d'Adolphe Robert, Edgar Bourloton et Gaston Cougny et a été reprise par la plupart des références depuis.

## Publications
- L'homme et la société, ou Essai sur les droits et les devoirs respectifs de l'homme et de la société (1849)
- La Liberté de conscience et le statut religieux (1846)
- Essai sur la vie et l'administration du duc de Gaëte (1842)
- Illégalité et iniquité du mode de recensement général ordonné par le ministre des Finances (1841)
- Conversion de la rente (1838)
- Mémoire en faveur de la liberté des cultes (1826)